# Barbara Feldbrugge
Barbara Feldbrugge (Haarlem, 7 februari 1958) is een Nederlandse actrice.

## Biografie
Na haar studie maakte zij met actrice Heleen Hummelen en regisseur Robert Wiering voor de VPRO de Grote Laura en Lena Fhijnbeenshow. Hierin vertolkte zij zelf de rol van Laura.

## Filmografie
- Wij houden zo van Julio (1990)
- De brug als Ruth Oldenzaal (televisieserie, 1990)[1]
- Oppassen!!! als mevrouw Ter Windt (televisieserie, 1991, 1 afl.)[2]
- Vreemde praktijken als Caecilia (televisieserie, 1992, 1 afl.)
- Bureau Kruislaan als Monika de Klerk (televisieserie, 1995, 2 afl.)
- Goede daden bij daglicht als Miriam (televisieserie, 1998, 1 afl.)